# زوريفالد
زوريفالد (بالألمانية: Söhrewald) هي بلدية في منطقة كاسل، في هيس، ألمانيا.
تقع على بعد 13 كيلومترًا جنوب شرق مدينة كاسل، تم تشكيل البلدية من قبل البلديات المستقلة السابقة Eiterhagen و Wattenbach و Wellerode في عام 1970.

## جغرافية زوريفالد
حدود زوريفالد في الشمال لبلدية لوفيلدن [الإنجليزية]
في الشمال الشرقي إلى بلدية كوفونجن [الإنجليزية]
في الشرق إلى مدينة هيش ليختناو [الإنجليزية]
في الجنوب مع مدينة ميلسنغن [الإنجليزية]
في الجنوب الشرقي لبلدية كورل [الإنجليزية]
في الغرب إلى بلدية غوشاغن